# Хто боїться Вірджинії Вульф? (п'єса)
«Хто боїться Вірджинії Вульф?» або «Не боюсь Вірджинії Вульф» (англ. Who's Afraid of Virginia Woolf?) — триактна трагікомедійна п'єса американського драматурга Едварда Олбі, вперше опублікована та поставлена у 1962 році. 1963 року здобула премію «Тоні» за найкращу п'єсу.
Поява «Вірджинії Вульф» на сценічних майданчиках шокувала суспільство — через відверті теми та провокаційну стилістику відбірковий комітет Пулітцерівської премії в останній момент відмовився присуджувати п'єсі нагороду. Попри це, оригінальна бродвейська постановка не сходила зі сцени майже два роки, пройшовши з аншлагами понад 660 разів. В Україні п'єса ставилась, зокрема, Андрієм Жолдаком і Олегом Ліпциним.
За визначенням літературного журналу «Всесвіт» — «класичний взірець американської драматургії XX століття». За результатами опитування, яке провела газета The Denver Post у 2010 році, понад 175 діячів театрального мистецтва назвали «Вірджинію Вульф» п'ятою найважливішою американською п'єсою в історії. Її прихильниками були найбільші американські драматурги століття — Торнтон Вайлдер і Гарольд Пінтер.
У 1966 році було здійснено однойменну екранізацію «Вірджинії Вульф» в режисурі Майка Ніколса. Скандальність сюжетних ситуацій та тексту, що промовляли герої з екрана, призвели до фактичного руйнування постулатів цензурного кодексу Гейза та початку епохи «нового Голлівуду». Вплив п'єси та її екранізації газета The New York Times підсумовувала так: «Едвард Олбі — перший новий визначний драматург, який розколихав Бродвей із його летаргії».

## Сюжет
- Марта — 52 роки, донька ректора університету.
- Джордж — 46 років, асоційований професор історії університету, чоловік Марти.
- Нік — 30 років, професор біології університету.
- Гані — 26 років, дружина Ніка[8].

Події відбуваються протягом однієї ночі в будинку Марти та Джорджа на території університетського коледжу в Новій Англії.
Дія перша — «Ігри та веселощі»

«Яке убозтво!» — чесне невдоволення Марти щодо власного будинку відкриває п'єсу та задає її подальший тон. Марта та Джордж тільки-но дісталися дому з чергового званого вечору, влаштованого батьком Марти, ректором університету. Попри пізній час, Марта запросила гостей, що невдовзі з'являються — молодого, але вже успішного професора біології Ніка та його дружину Гані.
Вечір, що поступово переходить у ніч, перетворюється на «соромицькі грища на честь гостей» — Марта та Джордж вступають у психологічно-емоційну дуель, не приховуючи слів та думок щодо одне одного, розкриваючи трагічність їх 20-річного шлюбу. Розпалена алкоголем, Марта врешті робить те, що Джордж найсуворіше їй заборонив — зізнається гостям про існування спільного з чоловіком сина.
Дія завершується розповіддю Марти про розчарування свого батька колись перспективним Джорджем, про те, що чоловік виявився «неприторенним, довершеним, тупим нікчемою». Після чергових образ Марти Гані стає погано.
Дія друга — «Вальпургієва ніч»

Стають відомими подробиці шлюбу молодшої пари — зокрема, що Гані одного разу зімітувала свою вагітність. Джордж розповідає Ніку про свого однокласника, який випадково вбив своїх батьків, опинився в психіатричній лікарні й не промовив більше жодного слова. Згодом Марта натякає на автобіографічні елементи його розповіді.
Джордж переходить до знущань над гостями, завуальовано переказуючи історію їхнього шлюбу з алюзіями на те, що своєю фальшивою вагітністю Гані змусила Ніка одружитися з нею. Марта зваблює Ніка на очах у Джорджа, який виявляє до цього показну байдужість.
Дія завершується бажанням Джорджа повідомити дружині про смерть їхнього сина.
Дія третя — «Вигнання нечистого»

Марта повідомляє, що Нік був нездатний на сексуальний контакт із нею через алкогольну інтоксикацію. Джордж просить Ніка повернути до кімнати Гані, яку постійно фізично нудить через відвертість вечора та власне сп'яніння, та розкриває перед гостями «правду» про їхнього з дружиною сина. За словами Джорджа, Марта надмірно опікувалась ним; Марта ж переводить усе на чоловіка, який начебто зруйнував його життя.
Кульмінацією п'єси стає повідомлення про загибель сина та розкриття гостям істини — подружжя ніколи не могло мати дітей, тож багато років тому вони створили його у своїй уяві. Джордж «убив» його через порушення Мартою головного правила — не згадувати про сина при сторонніх людях.
Джордж залишається з дружиною наодинці. Відбувається останній діалог: «Хто боїться Вірджинії Вульф?» — «Я, Джордже… Я…».

## Створення

### Історія написання
У 1960 році, після створення низки невеликих п'єс, зокрема одноактної «Історія в зоопарку», Едвард Олбі обмовився, що хоче написати великий текст про дві факультетські пари. Через проблеми з написанням драматург повернувся до своєї ідеї тільки влітку 1961 року, коли розпочав роботу над «Вірджинією Вульф». Для написання п'єси — тоді ще двоактної — Олбі орендував будинок свого друга, бізнесмена та філантропа Морріса Голді, в присілку Вотер Айленд (округ Саффолк). Під час творчого процесу журнал Time скептично повідомляв про малоймовірність постановки нової п'єси в мідтауні Нью-Йорка.
Перший 102-сторінковий акт був завершений у червні 1961 року, попри іронічні побоювання Олбі, що глядачі будуть «дратуватись та гризтись». До кінця літа автор закінчив другий акт і перші 20 сторінок третього. П'єса була повністю написана через пів року після початку творчого процесу, в січні 1962 року. Перед публікацією та постановкою Олбі написав вдівцю письменниці Вірджинії Вульф, Леонарду Вульфу, з проханням надати дозвіл на використання імені його дружини у назві п'єси, додавши до листа свій рукопис. Вульф відповів дозволом, окремо подякувавши за кмітливу люб'язність драматурга.
Джерелами натхнення Едварда Олбі були роботи провідних світових драматургів, насамперед «Танець смерті» Августа Стріндберга, «Продавець льоду гряде» Юджина О'Ніла, «Трамвай „Бажання“» та «Раптово, минулого літа» Теннессі Вільямса. Спільні елементи, особливо в різниці між думками персонажів та їхніми діями, пов'язували Олбі з автором похмурих гуморесок Джеймсом Тербером. Сміючись, драматург казав: «До чорта тих Бекета та Йонеско. Берр Тільстром і Джеймс Тербер — ось мої справжні натхненники».

### Назва
Спочатку Олбі планував назвати п'єсу «Вигнання нечистого» («Екзорцизм»). Пізніше він згадав, як у 1954 році в барі College of Complexes (пізніше The Ninth Circle) в нью-йоркському кварталі Гринвіч-Вілледж, на великому дзеркалі, де відвідувачі залишали будь-які послання милом, побачив напис «Хто боїться Вірджинії Вульф?» Тоді він не надав фразі особливого значення, але під час роботи над п'єсою згадав про неї та був вражений цим «типовим університетським, інтелектуальним жартом». «Хто боїться Вірджинії Вульф?» — це гра слів із назвою пісні «Хто боїться великого вовка-поганця?» (англ. Who's Afraid of the Big Bad Wolf?), мотив якої наспівують персонажі п'єси. Значення назви автор сформулював так: «Хто боїться прожити життя без фальшивих ілюзій?»
В аналізах п'єси незрідка припускається, що її назва пов'язана ще й з тим, що Олбі змоделював свій твір на основі оповідання Вірджинії Вульф «Лаппін і Лапінова» (1938). Обидві роботи пов'язує низка елементів, зокрема зображення бурхливих, бездітних шлюбних відносин, у яких подружжя також живе у світі вигаданих створінь: двох кроликів — Короля Лаппіна та Королеви Лапінової. Схожість сюжетних тематик відзначав і вдівець письменниці Леонард Вульф у листі до Олбі, але той заявляв, що ніколи не читав це оповідання.
Відсутність самої Вірджинії Вульф у п'єсі продовжує дивувати глядачів дотепер. Керолайн Зуб, яка багато років доглядала за Будинком Монка, де мешкало подружжя, згадувала, що під час екскурсій відвідувачі постійно запитували: «Так чому її так боялись?»

### Алюзії
У «Вірджинії Вульф» наявні автобіографічні елементи, як-то вигаданий героями син. Едвард Олбі зростав у прийомній сім'ї, в якій батьки не могли мати дітей. Те саме стосувалось і сестри батька з її чоловіком. На той час обірвання роду було причиною осуду суспільства, тому драматург побачив у цій темі цікавий сюжетний прийом. Він категорично заперечував, що Джордж і Марта засновані на його батьках, із якими Олбі мав напружені стосунки: «Мені подобаються Джордж і Марта. Батьки — не надто». Моделями для Джорджа і Марти могли бути знайомі Олбі, андеграундні кінорежисери Марі Менкен і Віллард Маас. Друзі автора припускали, що мова п'єси списана з їхнього образливо-дотепного спілкування між собою, зокрема з відносин Олбі з його коханцем Вільямом Фленаганом. Драматург частково підтвердив це у 1999 році.
Період написання п'єси збігся з історичними подіями у світі та Америці, зокрема піком «холодної війни». Нік був названий на честь Микити Хрущова, який регулярно погрожував США ядерною війною. Імена Джордж і Марта відсилають до президентського подружжя Вашингтонів. «Технологія загрожувала людському вираженню, мистецтву, культурі» — підсумовував політичні алюзії Олбі.
«Хто боїться Вірджинії Вульф?» містить в собі велику кількість літературних і театральних відсилань. Конкурс креативних образ між Джорджем і Мартою нагадує аналогічний у п'єсі Семюеля Бекета «Чекаючи на Ґодо». Третій акт розпочинається появою Марти в стилі п'яного швейцара з «Макбета». У тому ж акті Джордж приносить ротики зі словами «Квіти для покійників» (ісп. Flores para los Muertos), що є відтворенням сцени з «Трамваю „Бажання“» Теннессі Вільямса.

## Постановки
| Персонажі | Оригінальна вистава 1962 року | Екранізація 1966 року | Вистава Андрія Жолдака «Не боюсь сірого вовка» 1995 року | Вистава Олега Ліпцина «Хто боїться?…» 2001 року | Відроджена бродвейська вистава 2012 року | Вистава Олени Щурської «Не боюсь Вірджинії Вулф» 2023 року |
| --------- | ----------------------------- | --------------------- | -------------------------------------------------------- | ----------------------------------------------- | ---------------------------------------- | ---------------------------------------------------------- |
| Марта     | Ута Гаґен                     | Елізабет Тейлор       | Ада Роговцева                                            | Алла Даруга / Ніна Ліч                          | Емі Мортон                               | Наталя Доля                                                |
| Джордж    | Артур Гілл                    | Річард Бертон         | Богдан Ступка                                            | Олександр Ганноченко / Олександр Гетманський    | Трейсі Леттс                             | В'ячеслав Ніколенко                                        |
| Нік       | Джордж Гріззард               | Джордж Сігал          | Богдан Бенюк                                             | Віталій Лінецький / Андрій Самінін              | Медісон Деркс                            | Ілля Ісаєнко / Владислав Мелешко                           |
| Гані      | Мелінда Діллон                | Сенді Денніс          | Вікторія Спесивцева                                      | Тетяна Комарова / Тетяна Круліковська           | Керрі Кун                                | Владислава Коровай / Катерина Мелешко                      |

### Першопоказ
Навесні 1962 року закінчену п'єсу прочитали режисери Річард Барр і уродженець Харкова Алан Шнайдер, на яких вона справила велике враження. «Надзвичайна, можливо, надто надзвичайна для Бродвею», — сказав Барр, одразу ж розпочавши підготовку до її постановки. Невдовзі відбулась перша читка п'єси у квартирі Барра: автор читав за Джорджа, Барр читав за Марту, продюсер Клінтон Вайлдер читав за Гані, Бен П'яцца читав за Ніка. Після закінчення більшість присутніх висловили негативне відношення до ідеї постановки п'єси, деякі вважали, що над нею ще треба попрацювати.
Едвард Олбі був проти варіанту постановки на Бродвеї, оскільки на той час вважалось, що хороша п'єса, на відміну від поганої, приносить гроші, а у «Вірджинії Вульф», на думку автора, таких перспектив не було. Річард Барр був твердо налаштований на Бродвей з метою вибити його зі звичного спокійного стану, але переймався щодо ненормативної лексики, яку автор врешті мінімально цензурував.
Прийняти п'єсу у своєму театрі погодився антрепренер Біллі Роуз, попри свою абсолютну комерційну спрямованість. Були намагання здійснити першу постановку в новому бродвейському театрі Акторської студії Лі Страсберга, навіть затвердили акторський склад, але з різних причин остаточним майданчиком став театр Біллі Роуза. Бюджет вистави спочатку досягав 75 тисяч доларів, але його вдалось скоротити до 47 тисяч завдяки відмові від вартісної пісні «Who's Afraid of the Big Bad Wolf?», яку наспівують персонажі п'єси. Композиція була замінена на дитячу «Here We Go Round the Mulberry Bush», яка належала до суспільного надбання.
Первісним вибором Едварда Олбі на роль Марти була Бетті Девіс, яка згадується персонажами на самому початку п'єси. У процесі написання друзі драматурга навіть жартівливо називали її «Бетті Вульф». Однак продюсери уявляли в головних ролях інших акторів: Джордж — Генрі Фонда, Марта — Джудіт Андерсон. Агенти кожної з кандидатур відмовили у пропозиції, навіть не демонструючи п'єсу клієнтам. Також розглядались Річард Бертон, який пізніше зіграв Джорджа в кіноверсії, та Кетрін Гепберн, яка не вважала себе настільки хорошою акторкою для такої ролі. Зрештою хтось із команди згадав Уту Гаген, яка на тому етапі своєї кар'єри основну частину часу приділяла вже не акторству, а акторській педагогіці. Після прочитання тільки першого акту акторка одразу ж погодилась на роль. Джорджем став Артур Гілл, Ніком — Джордж Гріззард, Гані — Мелінда Діллон. Прем'єра в режисурі Алана Шнайдера відбулась 13 жовтня 1962 року. Вистава пройшла понад 660 разів (унікальна ситуація для тогочасного Бродвею) і була знята з репертуару в травні 1964 року.

### Подальші вистави

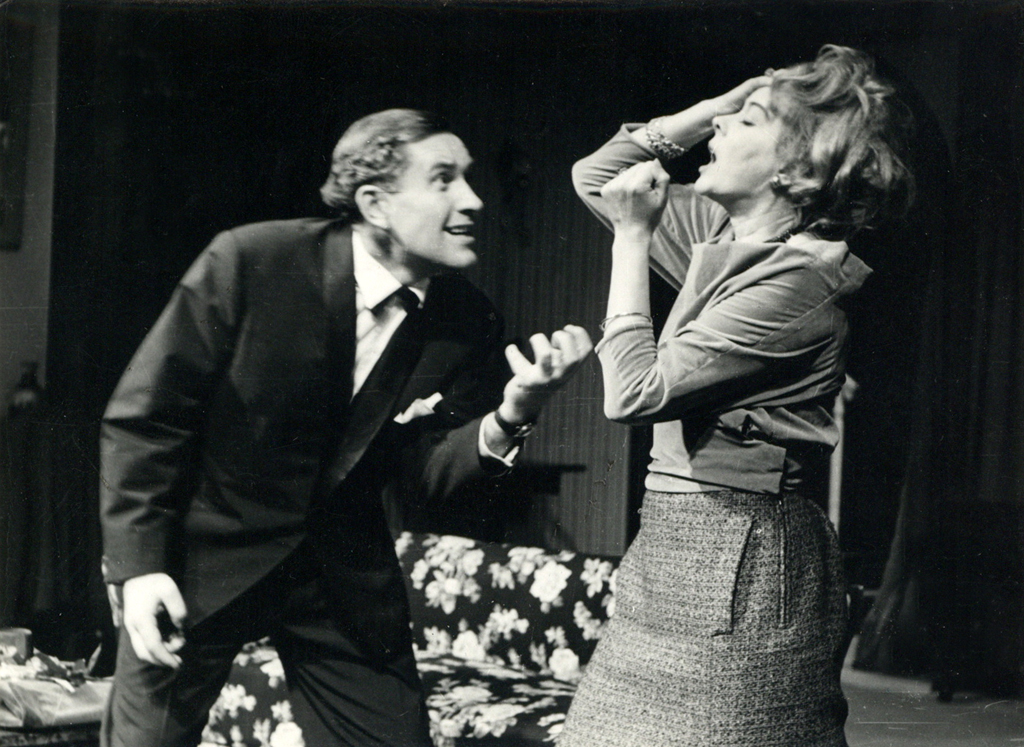
Словенський національний драматичний театр у Любляні, 1964 рік. Джордж — Юрій Соучек, Марта — Душа Почкай

Згодом «Хто боїться Вірджинії Вульф?» ставили багато разів і ставлять по цей час. Уже через рік після закриття оригінальної вистави п'єсу зрежисували в Лондоні з Констанс Каммінгс у ролі Марти. Тодішній лорд-камергер Кемерон Коббольд вимагав від автора численних цензурних редагувань, але Олбі «обхідними шляхами» залишив у тексті максимально можливу кількість ненормативної лексики. Виставу відвідав вдівець Вірджинії Вульф, Леонард Вульф, який високо її оцінив в окремому листі до Едварда Олбі. «Яка ж вона кумедна й зворушлива одночасно, про важливі життєві речі», — писав він.
П'єсу неодноразово режисував сам автор — зокрема в 1976 році на Бродвеї з Колін Дюгерст — Мартою та Беном Газзарою — Джорджем. У 2012 році, до 50-річчя з часу оригінальної вистави, п'єсу повторно поставила на Бродвеї команда театру «Степовий вовк» із Чикаго. Вистава пройшла понад 140 разів. Премією «Тоні» була визнана найкращою відновленою виставою сезону.

### Екранізація
Попри продаж прав на екранізацію «Вірджинії Вульф», Едвард Олбі був скептично налаштований щодо можливої кіноадаптації його твору. Він жартував, що Марту і Джорджа вочевидь повинні зіграти Доріс Дей і Рок Гадсон — одна з головних голлівудських кінопар 1950—1960-х років. Сам він бажав бачити в цих ролях Бетті Девіс і Джеймса Мейсона, яких продюсери пообіцяли затвердити, але передумали на користь подружньої пари в реальному житті Елізабет Тейлор і Річарда Бертона. Олбі залишився в захваті від роботи Тейлор над образом, попри її вікову невідповідність персонажці, та вважав Марту найкращою роллю акторки.
Однойменний фільм у режисурі Майка Ніколса вийшов на екрани у 1966 році, зібравши значно більші за бюджет касові збори та рекордні 13 номінацій на премію «Оскар», зокрема як найкращий фільм року. Скандальний текст, який уже чули сценічні глядачі, не був цензурований і змінений для кіноадаптації, що призвело до фактичного руйнування постулатів обмежувального кодексу Гейза та початку епохи «нового Голлівуду».
Олбі не мав жодного впливу на будь-які рішення творчої команди фільму. Побачивши готову стрічку, він не був у такому захваті від неї, як критики, до кінця життя вважаючи її «помірно адекватною». Автор був розчарований обнадійливим фіналом, що контрастував із п'єсою, та сентиментальним музичним супроводом. Екранізацію іншої своєї п'єси «Нетривкий баланс», до якої сам написав сценарій, Олбі називав значно кращою.

### Українські вистави

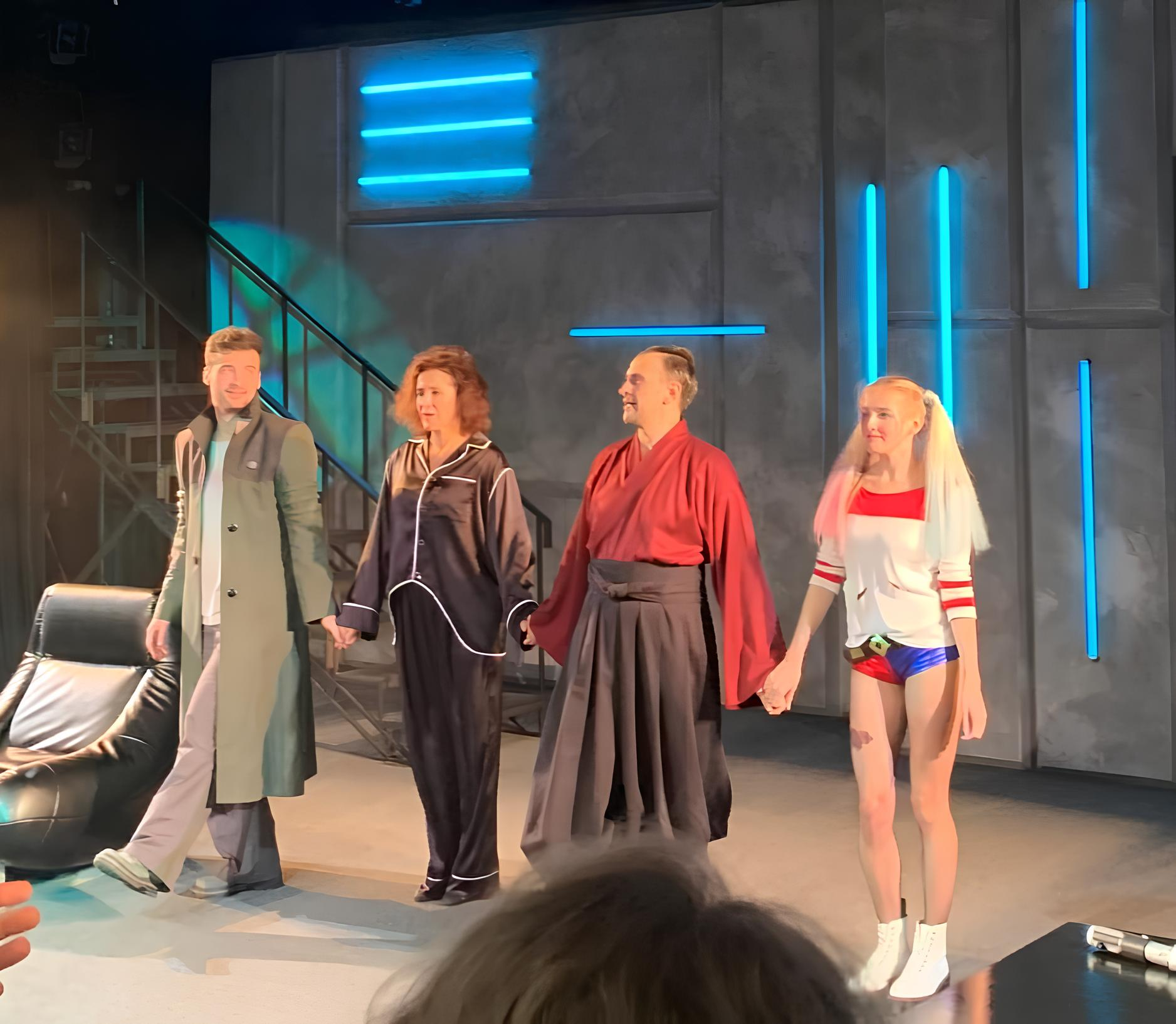
Уклін вистави Національного академічного драматичного театру імені Лесі Українки, Київ

Українською мовою п'єсу переклав Ярослав Стельмах для журналу «Всесвіт» у 1994 році. В Україні «Вірджинія Вульф» ставилась неодноразово. Режисером Андрієм Жолдаком у 1995 році здійснена ангажементна та авангардна версія п'єси. Театрознавиця Ганна Липківська писала, що Жолдаком вистава перетворена на «карнавал-трансвестію з перевдяганням, слайдами, відео, стіною дощу в фіналі та максимальним дистанціюванням від драматургії».
У 2001 році в Київському академічному театрі драми і комедії на лівому березі Дніпра її режисував Олег Ліпцин. «„Хто боїться?..“ цікава не лише як перша вистава, поставлена Ліпциним після далеких мандрівок, а і як перший досвід освоєння цим, переважно студійним, режисером великої сцени з усіма її класичними атрибутами. Відразу можна сказати, що досвід Ліпцину вдався», — писала газета «День». У 2007 році в Донецькому національному академічному українському музично-драматичному театрі виставу за п'єсою створили Дмитро Лазорко та Андрій Романій.
У 2019 році п'єса з'явилась під назвою «Modern-vertep» у Творчій майстерні «Театр маріонеток» (м. Київ). Режисер Ігор Задніпряний у своїй роботі використав мікс із пантоміми, мультимедійного зображення, ляльок та сучасної електронної музики. У 2023 році режисерка Олена Щурська здійснила кіберпанкову постановку «Не боюсь Вірджінії Вулф» в Національному академічному драматичному театрі імені Лесі Українки в Києві за перекладом Ярослава Стельмаха, перенісши час дії на 100 років уперед.

## Сприйняття
Після першого бродвейського показу початкові відгуки на «Хто боїться Вірджинії Вульф?» були вкрай полярними, але не байдужими. Джон Картер (New York Daily News) писав, що «це п'єса на три години, чотири персонажі та глибоку вигрібну яму». Його колега схарактеризував її ще лаконічніше: «Хвора п'єса для хворих людей». З позитивної сторони про «Вірджинію Вульф» відгукнувся критик The New York Times Говард Таубман: «Вона одержима розгніваними демонами. Це акцентується комедійними елементами, а сміх вистрілює через дику іронію». Стенлі Кауффманн з тієї ж газети назвав її «найкращою американською п'єсою десятиліття».
У 1963 році двоє членів журі Пулітцерівської премії, театральні критики Джон Мейсон Браун і Джон Гасснер, висунули п'єсу на здобуття нагороди. Браун у своїй заяві додав: «Як і О'Ніл, Олбі не стискається від жахів. Як і у Стріндберга, війна між двома статями, яку він розпочинає, брутально запекла. Але у містера Олбі вже є власна індивідуальність». У кінцевому підсумку консультативна рада премії більшістю голосів відмовилась присуджувати її п'єсі, аргументуючи це відсутністю в ній оптимізму, який, за правилами, має бути наявний у тексті. Від негативного результату журі не зупинило й те, що за 8 років до того премією була нагороджена не менш похмура п'єса Теннессі Вільямса «Кішка на розпеченому даху». Деякі члени ради навіть не бачили бродвейську виставу, деякі окремо наголосили, що «Вірджинія Вульф» — «брудний текст», «який є образою для гарного смаку». Критики, які номінували п'єсу на премію, назавжди залишили склад ради після рішення колег. Наслідком скандалу навколо Пулітцерівської премії стало те, що слова про наявність оптимізму були викреслені з правил, починаючи з 1964 року.

## Аналіз
«Хто боїться Вірджинії Вульф?» усвідомлено писалась, як тематичний антипод п'єси Юджина О'Ніла «Продавець льоду гряде». Якщо основна думка твору О'Ніла — людська потреба в самоілюзіях і недопущення їхніх руйнувань, то Олбі, за його словами, присвятив свою творчість спростуванню цього тезису. У фіналі п'єси Марта, промовляючи останнє речення, показує, що боїться жити далі без уявного сина, без фальшивих ілюзій. Попри всі події твору, театрознавці зійшлись у трактуванні шлюбу Джорджа і Марти, як заснованого на коханні та підживлюваного концепцією правди проти марення. Двоїстість Джорджа дає простір для численних акторських інтерпретацій. «Якщо ви зіграли Джорджа в моїй п'єсі, жодна інша роль, окрім можливого винятку Гамлета, не дасть вам стільки складностей, як-то масштаб тексту, складність мови та можливість грати у різних напрямах одночасно» — казав Олбі.
Акторка Елейн Стрітч, яка у 1960-ті роки виконувала сценічну роль Марти, була вражена масштабом знань відкритого гомосексуала Олбі про гетеросексуальні стосунки. Саме через сексуальну орієнтацію автора критики припускали, що п'єса насправді написана про чотирьох гомосексуалів, що зображають гетеросексуалів. Олбі був шокований таким трактуванням: «Якби я хотів написати про чотирьох гомосексуалів, я би так і зробив. Впевнений, що всі, хто грав Марту — від Ути Гаген до Елізабет Тейлор — були б вражені тим, що грають чоловіків». Один журналіст написав Олбі, що критик є значно кращим суддею авторського задуму, ніж сам автор.
В аналізі п'єси театрознавці окремо зупинялись на її політичній складовій. Олбі повторював, що «Вірджинія Вульф» — намагання дослідити успіх або крах принципів Американської революції, саме тому головних героїв названо на честь президента Джорджа Вашингтона та його дружини. Майкл Біллінгтон (The Guardian) у 2016 році згадував п'єсу, як неправильно зрозумілу, та вважав, що у зв'язку з новою американською політикою постправди саме час відновити «невмирущий шедевр» Олбі про небезпеку перебування в світі ілюзій.
«Хто боїться Вірджинії Вульф?» також розглядалась з точки зору психоаналізу. В своїй книзі 1964 року «Ігри, у які грають люди» психолог Ерік Берн приділив окрему увагу п'єсі, як яскравому прикладу «військових подружніх ігор».

## Значення та вплив
За результатами опитування, яке провела газета The Denver Post у 2010 році, понад 175 діячів театрального мистецтва назвали «Вірджинію Вульф» п'ятою найважливішою американською п'єсою в історії. Вона надихнула багатьох літераторів і режисерів. Вже в 1970 році критики відзначали подібність атмосфери «Вірджинії Вульф» у чеському антикомуністичному фільмі «Вухо». П'єса та екранізація неодноразово пародіювались у мультсеріалі «Сімпсони». Одна з найвідоміших серій телесеріалу «Офіс» «Звана вечеря» в робочих нотатках творців називалась «Вірджинія Вульф». Письменниця Ґіліян Флінн зізнавалась, що психологічні ігри головних героїв її детективного бестселера «Загублена» (2012) були натхненні п'єсою Олбі. Журналісти Vogue Australia Ніна Міяшита та Джона Вотерхаус побачили алюзії до твору Олбі у пісні Тейлор Свіфт 2024 року Who's Afraid of Little Old Me?. Того ж року ірландська співачка Джемма Гейс написала сингл Feed The Flames після побаченої екранізації «Вірджинії Вульф».
Серед відомих прихильників «Вірджинії Вульф» — визначні літератори XX століття Торнтон Вайлдер і Гарольд Пінтер. З першим Олбі був особисто знайомий і отримав від нього велике схвалення за написання п'єси. Пінтер вважав роботу Олбі «міцною та абсолютно антисентиментальною». Драматург і колишній коханець автора Терренс Макнеллі казав, що Олбі у своїй роботі «винайшов нову мову», назвавши його «першим автентичним новим голосом у театрі з часів Теннессі Вільямса».
Олбі регулярно заявляв про втому від «Вірджинії Вульф», адже написав, окрім неї, близько 30 п'єс. Найдепресивнішими ситуаціями для автора були такі, коли глядачі дякували за створення цієї п'єси, припускаючи, що це його єдина робота. У 1996 році Олбі писав: «П'єса бовтається на моїй шиї, немов сяюча медаль — чудова, але дещо обтяжлива». Більшість подальших робіт драматурга преса сприйняла вже не так схвально. Олбі вважав, що це відбувалось через бажання критиків побачити на сцені «сина Вірджинії Вульф або Вірджинію Вульф № 2».

## Нагороди
- 1962—1963 — премія Спілки театральних критиків Нью-Йорка за найкращу п'єсу[44]
- 1963 — премія «Тоні» за найкращу п'єсу[45]
- 1976 — номінація на премію «Драма Деск» за найкращу режисуру п'єси (Едвард Олбі)[46]